# سیارک ۲۴۴۹۲
سیارک ۲۴۴۹۲ (به انگلیسی: 24492 Nathanmonroe، نامگذاری:2000YQ131) بیست و چهار هزار و چهارصد و نود و دومین سیارک کشف شده‌است که در ۳۰ دسامبر ۲۰۰۰ کشف شد.
قدر مطلق سیارک برابر ۱۲.۹ است.